# Isdera Commendatore GT
Der Isdera Commendatore GT wurde auf der Auto China von 2018 als Kooperation mit WM Motors vorgestellt. Es ist ein 2+2-sitziger Sportwagen des Herstellers Isdera AG. Er wird mit zwei Elektromotoren mit je 300 kW bestückt. Mit 1060 Nm Drehmoment und 302 km/h theoretische Höchstgeschwindigkeit ist er als Supersportwagen anzusehen. Es wurden nur zwei Exemplare als Prototypen gebaut. Ebenfalls besitzt der Commendatore GT zwei Flügeltüren.

## Technische Daten
| Fahrzeugkonzept:               | 2+2-sitziger Coupe                                            |
| Länge:                         | 4920 mm                                                       |
| Breite:                        | 1950 mm                                                       |
| Höhe:                          | 1290 mm                                                       |
| Radstand:                      | 2820 mm                                                       |
| Motor:                         | 2 Elektromotoren mit einer Gesamtleistung von 600 kW (816 PS) |
| max. Leistung:                 | 600 kW (816 PS)                                               |
| max. Drehmoment:               | 1060 Nm                                                       |
| Sitzordnung:                   | 2 Sitze vorne + 2 Sitze hinten                                |
| Antrieb:                       | Allrad                                                        |
| Leergewicht (ohne Fahrer):     | ca. 1750 kg                                                   |
| Höchstgeschwindigkeit:         | bei 250 km/h abgeregelt (302 km/h ohne Abregelung)            |
| Beschleunigung 0–100 km/h (s): | 3,7                                                           |
| Beschleunigung 0–200 km/h (s): | 9,8                                                           |
| Reichweite:                    | 500 km                                                        |
| Aufladedauer (80 %):           | 35 min                                                        |
| Batteriekapazität:             | 105 kWh                                                       |
| Stückzahl bisher:              | 2                                                             |